# Anthophora vernalis
Anthophora vernalis là một loài Hymenoptera trong họ Apidae. Loài này được Morawitz mô tả khoa học năm 1878.